# Christoph Willibald Gluck
Christoph Willibald Gluck, desde 1756 caballero de Gluck (Ritter von Gluck, en alemán) (Erasbach, 2 de julio de 1714-Viena, 15 de noviembre de 1787) fue un compositor alemán, proveniente de la región de Bohemia, República Checa. Es considerado uno de los compositores de ópera más importantes del Clasicismo de la segunda mitad del siglo XVIII. 
Reformó completamente la ópera eliminando las arias da capo, suprimiendo los extensos recitativos secos con clavecín y reemplazándolos por recitativos acompañados por la orquesta, prescindiendo de los castrati y otorgando una mayor relevancia a la trama argumental de las obras. Entre sus obras mayor valoradas se encuentran Orfeo ed Euridice (1762) y Alceste (1767) estrenadas en Viena e Iphigénie en Áulide (1774), Armide (1777) y Iphigénie en Táuride (1779) estrenadas en la Ópera de París.
Mantuvo una rivalidad con el compositor italiano Niccolò Piccinni conocida como la Querella de gluckistas y piccinnistas.

## Biografía

### Familia e infancia
Sus padres eran originarios de Bohemia. Alejandro, padre de Gluck, tenía el oficio de superintendente de bosques y peajes, y en 1722 se convirtió en super intendente jefe de las florestas del conde de Kinsky, en Bohemia, lugar donde prosperaba la música, lo que ejerció una gran influencia en Gluck.
La primera escuela auténtica de Gluck fue la de Kamnitz, actual Kamenice, donde le enseñaron canto y un poco de música. Se piensa que también en el colegio de los jesuitas de Komotau pudo recibir lecciones de órgano o clave, hecho que sin embargo no está comprobado.

### Viajes
En 1740 Gluck figura como instrumentista y cantante a cargo de la familia Lobkowitz. El príncipe Francesco Saverio Melzi se interesa por él y se lo lleva a Milán, donde estudia con Giambattista Sammartini. Gluck compuso en este momento su único trabajo no teatral, seis sonatas para trío, publicadas en Londres en el año de 1746.
En 1741, en el Teatro Regio Ducal de Milán, se representó el Artajerjes, de Metastasio musicalizado por Gluck, siendo su primera ópera. Obtuvo un gran éxito, por lo que durante los cuatro años siguientes recibió numerosos encargos. En 1745 se trasladó a Londres, otra sede importante de la ópera italiana, ciudad que abandona en 1746 para unirse a la compañía italiana Mingotti e iniciar una gira por Alemania. 
En el año de 1750 muere Alejandro, padre de Gluck, lo que provocó que regresase a Praga, donde permaneció un año aproximadamente. Volvió a Viena en 1751, y un año después fue llamado a Milán para poner música a La clemencia de Tito, de Metastasio. 
Hizo amistad con el conde Giacomo Durazzo, director de los teatros imperiales.
Murió el 15 de noviembre de 1787 en Viena.

## Reforma operística
Véase también Reformas de Gluck y Mozart
Gluck, con su reforma de la ópera en el siglo XVIII, se encuentra precisamente a medio camino entre Claudio Monteverdi y Richard Wagner. Durante veinticinco años, estudió solo partituras de ópera italiana, óperas a la manera de la escuela napolitana, pero se dio cuenta de que el problema en la ópera no era una cuestión de producción escénica, y por lo tanto, empezó a generarse en él una mayor preocupación por el libreto, prescindiendo de los libretistas convencionales, aquellos basados en Metastasio. Se centró en eliminar los abusos que habían deformado la ópera italiana para regresar a la función de servir a la poesía y potenciar el argumento.
Finalmente encontró a Raniero de Calzabigi, músico no profesional, admirador de Shakespeare. El primer trabajo de Gluck y Calzabigi fue su ópera Orfeo y Eurídice, considerada una obra de transición, pues sus principios artísticos, teóricos y prácticos, aún no estaban tan fijos como en sus obras posteriores.

### Innovaciones musicales
En primer lugar, trató de olvidar todos los medios de expresión puramente musicales para utilizarlos solo como lo exige la situación dramática. Para Gluck no era el ejercicio musical lo más importante, sino la estructura dramática y los elementos escénicos.
Desarrolló sus efectos musicales con la mayor simplicidad posible, siendo el primero en poner en la música textos simples y naturales, cuidando y considerando el sentido de las palabras.
Descartó la coloratura, dejando a un lado el da capo en las arias y el exhibicionismo de los cantantes, así como los ritornelli orquestales que consideraba superfluos y a la vez mejoró el significado de la orquesta, elevó la obertura, el ballet y el coro como partes integrales de sus óperas, renunció al recitativo seco con clavecín en favor del recitativo acompañado por la orquesta, así como disminuir el contraste de este con el aria:
- La música sirve a la poesía.
- La música caracteriza personajes y situaciones.
- Canciones estróficas sustituyen a las arias da capo, dando un aire de sencillez y naturalidad a la ópera.
- Sustitución del recitativo seco por el recitativo acompañado.
- Obertura, coro y ballet se integran en la acción de la ópera.[5]

## Obras
La tabla que sigue recoge la mayoría de las obras teatrales compuestas por Gluck.
| Año        | Obra                                                                              | Libretista                                 | Ciudad estreno             |
| ---------- | --------------------------------------------------------------------------------- | ------------------------------------------ | -------------------------- |
| 1741/12/26 | Artaserse (Artajerjes)                                                            | Metastasio                                 | Milán                      |
| 1742/05/02 | Demetrio (Cleonice)                                                               | Metastasio                                 | Venecia                    |
| 1743/01/06 | Demofonte                                                                         | Metastasio                                 | Milán                      |
| 1743/09/26 | Il tigrane                                                                        | -                                          | Crema                      |
| 1744/01/18 | Sofonisba (o Siface)                                                              | Metastasio y Silvani                       | Milán                      |
| 1744/05/13 | La Finta Schiava (La esclava fingida) en colaboración                             | Silvani                                    | Venecia                    |
| 1744/11/21 | Ipermnestra                                                                       | Metastasio                                 | Venecia                    |
| 1744/12/26 | Il Re Poro (El rey Porus)                                                         | Metastasio                                 | Turín                      |
| 1745/01/31 | Ippolito                                                                          | -                                          | Milán                      |
| 1746/01/07 | La Caduta de' Giganti (La caída de los gigantes)                                  | Padre Vanneschi                            | Londres, Haymarket Theatre |
| 1746/03/04 | Artamene, ópera en 3 actos                                                        | Padre Vanneschi                            | Londres, Haymarket Theatre |
| 1747/06/29 | Le Nozze d'Ercole e d'Ebe (Las bodas de Hércules y Hebe), ópera                   | anónimo                                    | Pillnitz                   |
| 1748/05/05 | La Semiramide riconosciuta (Semíramis reconocida), ópera                          | Metastasio                                 | Aquisgrán                  |
| 1749/04/09 | La Contesa de' Numi (La disputa de los dioses), serenata en 2 partes              | -                                          | Charlottenburg             |
| 1749/12/26 | Ezio                                                                              | Metastasio                                 | Praga                      |
| 1751       | Issipile (Hipsipilo)                                                              | Metastasio                                 | Praga (1751-52)            |
| 1752/11/04 | La clemenza di Tito                                                               | Metastasio                                 | Nápoles                    |
| 1754/09/24 | Le Cinesi [Las chinas]                                                            | -                                          | Viena                      |
| 1755/05/05 | La danza                                                                          | -                                          | Viena                      |
| 1755/12/08 | L'innocenza giustificata [La inocencia justificada]                               | Metastasio (arias), Durazzo (recitaticvos) | Viena                      |
| 1756/02/09 | Antigono                                                                          | -                                          | Roma                       |
| 1756/12/08 | Il rè pastore [El rey pastor]                                                     | -                                          | Viena                      |
| 1758/01/08 | La fausse esclave                                                                 | -                                          | Viena                      |
| 1758/10/03 | L'ile de Merlin, ou Le monde renversé [La isla de Merlín o el mundo al revés]     | -                                          | Viena                      |
| 1759       | La Cythère assiégée (principios de 1759)                                          | -                                          | Viena                      |
| 1759       | Le diable à quatre, ou La double métamorphose                                     | -                                          | -                          |
| 1759       | L'arbre enchanté, ou Le tuteur dupé                                               | -                                          | Estrenada en 1775          |
| 1760       | L'ivrogne corrigé                                                                 | -                                          | Viena                      |
| 1760/10/10 | Tetide                                                                            | -                                          | Viena                      |
| 1761/10/17 | Don Juan (ballet)                                                                 | -                                          | Viena                      |
| 1761/12/09 | Le cadi dupé                                                                      | -                                          | Viena                      |
| 1762/10/05 | Orfeo ed Euridice (estrenada en París el 2 de agosto de 1774 en versión francesa) | Raniero di Calzabigi                       | Viena                      |
| 1763/05/14 | Il trionfo di Clelia                                                              | Metastasio                                 | Bolonia                    |
| 1764/01/07 | Les Pélerins de la Mecque ou La rencontre imprévue                                | -                                          | Viena, Burgtheater         |
| 1765/01/24 | Il Parnaso Confuso                                                                | -                                          | Viena                      |
| 1765/01/30 | Telemaco, o sia l'isola di Circe                                                  | -                                          | Viena                      |
| 1765       | La Corona (no representada, estreno previsto 4 de octubre de 1765)                | -                                          | -                          |
| 1767       | Il Prologo (música introductoria para una ópera de Traetta)                       | -                                          | -                          |
| 1767/12/26 | Alceste (estrenada en París el 23 de abril de 1776 en versión francesa)           | Raniero di Calzabigi                       | Viena                      |
| 1769/07/24 | Le feste d'Apollo                                                                 |                                            | Parma                      |
| 1770/11/03 | Paride ed Elena                                                                   | Raniero di Calzabigi                       | Viena                      |
| 1774/04/19 | Iphigénie en Áulide                                                               | François-Louis Gand Le Bland Du Roullet    | París                      |
| 1777/09/23 | Armide                                                                            | Philippe Quinault                          | París                      |
| 1779/05/18 | Iphigénie en Táuride                                                              | Nicolas-François Guillard                  | París                      |
| 1779/09/24 | Écho et Narcisse                                                                  | Jean-Baptiste-Louis-Théodore de Tschudi    | París                      |
| —          | Philemon et Baucis, ópera-ballet                                                  | -                                          | -                          |